# Orchesella flavescens
Orchesella flavescens (лат.) — вид коллембол (ногохвосток) из семейства энтомобрииды. Имеет голарктическое распространение, в том числе, встречается в Европе, Иране. Встречается преимущественно в конце весны и начале лета. Вид имеет голарктическое распространение. Научное название вида было впервые достоверно опубликовано Бурле в 1839 году как Heterotoma flavescens.

## Описание
От близких видов (например, Orchesella cincta) отличается следующими признаками: третий брюшной сегмент (Abd III) самое большее с дорсолатеральными тёмными пятнами в составе продольных полос тела или разбитым на пятна темным рисунком. Тело с дорсолатеральными непрерывными продольными полосами, идущими от второго грудного сегмента (Th II) ко второму брюшному сегменту или далее. Второй брюшной сегмент никогда не бывает с тёмной поперечной полосой. Усики тёмные от основания до кончика первого сегмента.
В 1950 году у этого вида был обнаружен половой диморфизм: самцы, как правило, темнее и раньше чем самки в онтогенезе становятся «темноголовой формой». Однако сильная индивидуальная и возрастная изменчивость значительно маскирует цветовые различия полов. Кроме того, популяции из разных биотопов и географических районов могут иметь несколько неодинаковую окраску, что свидетельствует о том, что внутри этого вида скрыто несколько видов. По признакам хетотаксии этот вид является типичным представителем группы spectabilis.